# Mount Olivet (Kentucky)
Mount Olivet város az USA Kentucky államában, Robertson megye székhelye. Lakosainak száma 347 fő (2020. április 1.).

## Népesség
A település népességének változása:

| 2010 | 299 |
| 2020 | 347 |